# Poder (sociologia)
El poder, en el context sociològic, és el domini (potestas) que una persona pot exercir sobre altres persones, entitats o coses; podent incloure la possessió o capacitat per disposar d'algú, o alguna cosa, i l'autoritat. El poder pot ser de diversos tipus: econòmic, executiu, moral, etc. i es pot exercir en diferents graus i de diferents maneres. Al llarg de la història diferents corrents filosòfics i socials n'han teoritzat, l'han redefinit i l'han valorat segons diferents punts de vista.
La imposició no requereix necessàriament la coacció (força o amenaça de força). Així, el «poder» en el sentit sociològic inclou tant al poder físic com al poder polític, igual que molts altres dels tipus de poder existents.
Es podria definir el "poder" com la major o menor capacitat unilateral (real o percebuda) o potencial de produir canvis significatius, habitualment sobre les vides d'altres persones, a través de les accions realitzades per un mateix o per uns altres. Però per altra banda, al dir de Paulo Freire, el poder ha d'allotjar-se en el cap del dominat i dur-lo a considerar com a natural el que des del naixement se li imposa.

## Etimologia comparada
En català, el substantiu "poder" és substantivació del verb "poder", que prové del llatí vulgar pŏtere, substitutiu del clàssic posse. Notau que en català "poder", igual que en el francès pouvoir, no solament és un substantiu, sinó també el verb "ser capaç de".
En anglès, el nom "poder" es traduïx com power, que també significa "potència", el que indica un cert poder virtual o potencial. De manera bastant interessant, la paraula del mandarí que significa poder també deriva d'una forma verbal amb el sentit "ser capaç de", neng (能). Nengli (能力), "poder", significa literalment "la força de ser capaç de".

## Definicions
Gran part del debat sociològic recent sobre el "poder" gira sobre el problema de definir la seva naturalesa com constrictiva o com permissiva. Així, el poder pot ser vist com un conjunt de formes de constrènyer l'acció humana, però també com el que permet que l'acció sigui possible, almenys en certa manera.
Gran part d'aquest debat és relacionat amb els treballs de Foucault, qui, seguint a Maquiavel, veu al poder com «una complexa situació estratègica en una determinada societat». Com que és purament estructural, el seu concepte implica tant les característiques de constrenyiment com de facilitació. Étienne de La Boétie, en canvi, s'oposa a Maquiavel i al seu Discurs de la servitud voluntària intenta analitzar les raons per la qual una persona es sotmetria al poder d'una altra. Per a Max Weber la societat moderna està amenaçada pel fenomen creixent de la concentració del poder dintre de les organitzacions.
Robert Michels, influït per Weber, va advertir que en les organitzacions modernes, tant privades com estatals, es tendeix a quedar sota el control de reduïts, però poderosos grups polítics o financers. Encara que els líders són escollits democràticament, segons Michels, amb la millor intenció, per les dues parts, s'observa una tendència a integrar-se en elits del poder que es preocupen bàsicament per la defensa dels seus propis interessos i posicions costi el que costi. En altres paraules podria dir-se que en l'actualitat correm el perill que les elits del poder, nascudes a la societat mitjançant procediments legítims, entrin en un procés pel qual el poder augmenta i es perpetua a si mateix retroalimentant-se i produint, per tant, més poder.
Per a alguns autors, l'exercici del poder és endèmic en els humans, com éssers socials i gregaris que són. Les lleis del poder són una interpretació de l'evolució usada per individus, amb la finalitat de permetre a l'individu desenvolupar-se al més alt nivell de confort que pugui arribar a en el seu marc social.

## Tipus i fonts del poder
El poder pot ser posseït o obtingut gràcies a:
- La força (violència, coacció): "l'origen de tot poder és la violència". Segons Weber, "l'Estat és aquella comunitat humana que exerceix (amb èxit) el monopoli de la violència física legítima dintre d'un determinat territori"
- La persuasió (directa, indirecta, subliminal; per persuasió moral, incloent a la religió).
- Una autoritat delegada (per exemple, en un procés democràtic).
- La influència social o la tradició; la presumpció de tinença d'unes determinades habilitats o qualitats, siguin aquestes certes o no.
- La pertinença a una determinada classe social.
- Un carisma personal o col·lectiu.
- Una perícia o habilitat (un "saber-fer"): per exemple, el poder de l'enginyer que és capaç de dissenyar una màquina.
- El coneixement (ensenyant-lo o no revelant-lo, compartit o guardat en secret)
- Els diners: control a través de la propietat dels mitjans de producció, poder financer, etc.
- En les relacions personals: dominació/submissió.

## Teories del poder
El pensament de Friedrich Nietzsche es troba en la base de la majoria de les anàlisis del poder del segle xx. Nietzsche va difondre la idea de la "voluntat del poder", el que el va veure com la dominació d'altres humans, així com el control sobre el propi entorn del grup o persona que exerceix el poder.
Algunes escoles de psicologia, de manera assenyalada les associades amb Alfred Adler, col·loquen les dinàmiques de poder com el nucli central de la seva teoria (mentre que les escoles freudianes ortodoxes col·locarien, en canvi, la sexualitat).

### La teoria de l'elecció racional
La teoria de jocs, amb els seus orígens en la teoria de l'elecció racional, es fa servir de manera creixent en diverses disciplines per a ajudar a l'anàlisi de les relacions de poder.
En la teoria de l'elecció racional, els individus o grups poden ser modelats com 'actors' que trien d'un 'conjunt d'eleccions' de possibles accions, amb la finalitat d'intentar i aconseguir els resultats desitjats. Lestructura incentiva' d'un actor comprèn les seves creences sobre els costos associats amb les diferents accions de cada elecció, i les probabilitats que cada acció dugui al resultat desitjat.
En aquesta teoria es pot diferenciar entre: Poder de resultat: la capacitat d'un actor d'aconseguir o ajudar a aconseguir resultats; i Poder social: la capacitat d'un actor de canviar les estructures incentives d'altres actors a fi d'aconseguir resultats.
Aquest sistema pot ser usat per a modelar una àmplia varietat d'interaccions socials on els actors tenen la capacitat d'exercir poder sobre uns altres. Per exemple, un actor 'poderós' pot prendre opcions del conjunt d'eleccions d'altre actor; pot canviar els costos relatius de les accions; pot canviar la probabilitat que una acció donada dugui a un resultat donat; o podria simplement canviar les creences de l'altre sobre la seva estructura incentiva.
Com en altres models de poder, aquesta teoria és neutral pel que fa a l'ús de la coacció. Per exemple, una amenaça de violència pot canviar els costos i beneficis probables de diferents accions; així succeiria en un càstig econòmic d'un contracte "voluntariamient acordat", o en una oferta amistosa.

### Marxisme
Seguint la tradició marxista, Antonio Gramsci va elaborar el paper de l'hegemonia cultural en la ideologia com un mitjà de reforçar el poder del capitalisme i de l'estat nació. Gramsci va considerar el poder com a exèrcit d'una manera directa i pública, i el poder de la burgesia com la seva capacitat de mantenir al proletariat en la seva situació socioeconòmica.

### Foucault
Una de les anàlisis modernes més àmplies sobre la importància del poder en l'activitat humana prové dels treballs del filòsof francès Michel Foucault: "El poder es troba en tots els llocs... perquè no prové de cap lloc".
L'anàlisi del poder efectuat per Foucault es fonamenta en el seu concepte de "tecnologies de poder". La disciplina és un bagatge complex de tecnologies de poder desenvolupades durant segles, com Foucault afirmaria en Vigilar i castigar (1975). Per a Foucault, el poder és exercitat amb una determinada intenció. Però en comptes d'analitzar el problema el delicat assumpte de qui té quines intencions (honestament), es va centrar a destriar quin és la intersubjectivitat acceptada sobre com a exercitar el poder. Per a Foucault, el poder són accions sobre altres accions a fi d'interferir amb elles. Foucault no recorre a la violència, sinó que afirma que el poder presumeix llibertat en el sentit que el poder no és forçar, sinó formes de fer que la gent es comporti per si mateixos de manera distinta de com ho haguessin fet d'altra manera. Una manera de realitzar això és mitjançant l'amenaça de la violència. Però suggerir el content que pot ser algú si adquireix un politò per al mòbil és també una forma d'exercitar el poder, i en el màrqueting hi ha un gran coneixement de com (intentar) efectuar aquest canvi de comportament.
Els treballs de Foucault analitzen la relació entre poder i coneixement. El filòsof francès subratlla les formes de poder dissimulat: així, Foucault afirma que els sistemes de creences guanyen ímpetu (i per tant poder) quan més gent accepta els punts de vista associats amb el sistema de creences com coneixement general (hegemonia). Tals sistemes de creences defineixen la seva autoritat, com els metges (en el sistema de creences de la medicina occidental) o els capellans (en el sistema de creença de la religió catòlica). Amb tal sistema de creences, les idees cristal·litzen com a correctes o incorrectes, com a normals o desviades. En un determinat sistema de creences, les idees i les accions es converteixen en impensables. Aquestes idees, considerades com "veritats" irrefutables, defineixen una particular manera de veure el món, i es considera normalitzada una particular manera de vida associada amb aquestes "veritats".
Aquesta subtil forma de poder manca de rigidesa, i altres assajos poden contestar-los. Així, al poder li falta alguna forma concreta, a l'ocórrer com un escenari de lluita. La resistència, a través del desafiament, defineix el poder i, per tant, és només possible a través del poder. Sense resistència, el poder és absent, encara que segons alguns autors recents seria errònia atribuir a Foucault un esquema d'oposició poder-resistència com es troba en altre teòrics fundacionalistes.
"Es necessita sens dubte ser nominalístic: el poder no és una institució, i no una estructura; tampoc és una certa força amb la qual estiguem dotats; és el nom que li donem a una situació estratègica complexa en una societat determinada" (Foucault, 'Història de la sexualitat')
"La dominació [no és] aquest tipus de dominació sòlida i global en què una persona exerceix sobre unes altres, o un grup sobre un altre, sinó les moltes formes de dominació que poden ser exercides en l'interior d'una societat" (Foucault, ídem).

### Bases del poder
Les anomenades cinc bases del poder són unes bases del poder proposades pels psicòlegs socials John French i Bertram Raven en un estudi de 1959. Van desenvolupar un esquema de cinc categories de poder que reflectirien les diferents bases o recursos sobre les quals es donen suport els detentors del poder.
- Poder legítim: el poder legitimat es refereix al poder d'un individu o grup gràcies a la posició relativa i obligacions del detentor dintre d'una organització o societat. El poder legitimat és una autoritat formal delegada.
- Poder de referència: el poder de referència es refereix al poder o l'habilitat dels individus per a persuadir o influir a uns altres. Està basat en el carisma i les habilitats interpersonals del detentor de poder. Aquí la persona sotmesa al poder s'identifica amb el portador de poder i tracta d'actuar com ell.
- Poder expert: el poder expert és el poder d'un individu que deriva de les habilitats o perícia de la persona i de les necessitats de l'organització o societat d'aquestes habilitats. AL contrari de les altres, aquest tipus de poder és usualment fortament específic i limitat a l'àrea particular en el qual l'expert està qualificat.
- Poder de recompensa: el poder de referència depèn de la capacitat del detentor de poder d'atorgar recompenses materials; es refereix a com l'individu pot donar a uns altres una recompensa d'algun tipus com beneficis, temps lliure, regals, promocions, increments de paga o de responsabilitat...
- Poder de coacció: el poder de coacció es basa en la capacitat per a imposar càstigs per part del poder. Es podria referir a la capacitat d'eliminar o no donar recompenses. És el desig per recompenses amb valor, o la por que les hi llevin, el que assegura l'obediència d'aquells sotmesos al poder. El poder de coacció tendeix a ser el menys efectiu de totes les formes de poder, per formar ressentiment i resistència.

## Contrapoder
El terme contrapoder s'usa en diferents situacions per descriure la força compensatòria que els oprimits poden utilitzar per contrarestar o erosionar el poder de les elits. L'antropòleg David Graeber ha proporcionat una definició general del contrapoder com «una col·lecció d'institucions socials en oposició a l'Estat i al capital: des de comunitats autònomes fins sindicats radicals i milícies populars». Graeber assenyala que el contrapoder també pot ser referit com a «antipoder» i «quan les institucions [del contrapoder] es mantenen davant de l'estat, això generalment es coneix com una situació de "poder dual"».
Tim Gee, en el seu llibre de 2011 Counterpower: Making Change Happen, va proposar una teoria que els que no tenen el poder dels governs i els grups d'elit poden usar el contrapoder per contrarestar-lo. En el model de Gee, el contrapoder es divideix en tres categories: contrapoder d'idees, contrapoder econòmic i contrapoder físic.
Si bé el terme ha cobrat importància a través del seu ús pels participants en el moviment antiglobalització, la paraula s'ha utilitzat durant almenys 60 anys; per exemple, el llibre de 1949 de Martin Buber Pfade in Utopia inclou la cita «El poder abdica només sota l'estrès del contrapoder». :13

## Dites
"Per poder s'entén cada oportunitat o possibilitat existent en una relació social que permet a un individu complir la seva pròpia voluntat."
Max Weber, Conceptes Bàsics de Sociologia